# Arctic Antics
Pour plus de détails, voir Fiche technique et Distribution.
Arctic Antics est un court métrage d'animation américain de la série des Silly Symphonies réalisé par Ub Iwerks, pour Columbia Pictures, sorti le 26 juin 1930.

## Synopsis
Ce film montre des ours polaires, des phoques, des pingouins et autres animaux de la banquise s'amusant sur la glace.

## Fiche technique
- Titre original : Arctic Antics
- Série : Silly Symphonies
- Réalisateur : Ub Iwerks[1] ou Burt Gillett[2]
- Voix : Carl Stalling (morse)
- Animateur[2] : Wilfred Jackson, Frenchy de Trémaudan, Dave Hand, Les Clark, Norman Ferguson, Ben Sharpsteen, Dick Lundy, Johnny Cannon, Jack King, Charles Byrne[1]
- Décors : Carlos Manriquez, Emil Flohri
- Producteur : Walt Disney
- Production : Walt Disney Productions
- Distributeur : Columbia Pictures
- Date de sortie :
  - Annoncée : 1er juin 1930
  - Effective : 5 juin[1], 26[2] ou 27 juin[3] 1930
  - Dépôt de copyright : 12 juillet 1930
  - Première à New York : 4 au 11 septembre 1930 au Globe en première partie de Dixiana de Luther Reed
- Format d'image : Noir et blanc
- Musique : Bert Lewis[2]
  - Extrait de Playful Polar Bears (1912) de George Trinkhaus
  - Extrait du Ballet égyptien (1875) d'Alexandre Luigini
  - Extrait de Die Parade der Holzsoldaten[4] (1911) de Léon Jessel
- Son : Mono (Cinephone)
- Durée : 7 min 00 s
- Langue : (en)
- Pays de production :  États-Unis

## Commentaires
Steven Watts mentionne le film comme faisant partie des premiers sujets des Silly Symphonies et le classe parmi les comédies fantastiques. D'après Russel Merritt & J.B. Kaufman, le film aurait été annoncé pour le 5 juin mais ne serait sorti que le 26 ou 27, d'où certaines erreurs de date.
Burt Gillett est probablement le réalisateur car malgré la référence à Ub Iwerks sur le planning de production, Iwerks est parti des studios en janvier 1930, quatre mois avant le début de la production. Les éléments permettant de supposer la réalisation par Gillett sont
1. Gillett est le producteur de la grande majorité des Silly Symphonies produites en 1930.
2. La scène du morse chantant et des otaries applaudissant sont reprises du court métrage de Mickey Mouse, Wild Waves (1929), réalisé par Gilett.

L'idée des pingouins marchant sur la musique de Die Parade der Holzsoldaten de Léon Jessel a été reprise dans un court métrage de la série Donald et Dingo, Trappeurs arctiques (1938).